# Tim Pleung
Tim Pleung is een bestuurslaag in het regentschap Aceh Jaya van de provincie Atjeh, Indonesië. Tim Pleung telt 340 inwoners (volkstelling 2010).